# Краљевски парк у Стокхолму
Краљевски парк (на шведском Kungsträdgården) је парк у централном Стокхолму, у Шведској. Колоквијално је познат као Кунгсан.
Централна локација парка и његови кафићи на отвореном чине га једним од најпопуларнијих места за окупљање и састанке у Стокхолму. Такође, лети се овде одржавају концерти и догађаји на отвореном, док зими нуди клизалиште. Ту су и уметничке галерије и ресторани; на пример Галерија Доктор Глас, која је назив преузела из романа Доктор Глас Хјалмара Содерберга објављеног 1905.
Парк је подељен на четири различита простора (од југа према северу): (1) Трг Карла XII; (2) Молинова фонтана; (3); Трг Карла XIII и (4) „Володарска фонтана“ (која нема званични назив). Парком управља и догађаје у њему организује Привредна комора Стокхолма.

## Преглед
Бројне знаменитости у Стокхолму налазе се око парка:
Јужно од парка је кеј Стремгатан који повезује мостове Стремброн и Норбро, који се протежу до Старог града Стокхолма - Гамла стана и Краљевске палате.
Северно од парка је Хамнгатан са робним кућама ПК-хусет и Нордиска Компаниет (НК) окренуте према парку.
Кунгстредгордсгатан се протеже дуж источне стране парка. Низ истакнутих зграда је поређан дуж ове улице: Стокхолмска синагога Фредрика Вилхелма Шоландера, 1867–1870, седиште Ханделсбанкен, и Скандинависка Енскилда Банкен (СЕБ), затим метро станица Кунгстредгорден Стокхолм.
На западној страни су Краљевска шведска опера са оперским баром, црква Светог Јакова, палата "Шибица" Ивара Кројгера коју је дизајнирао Ивар Тенгбом и Туристички информативни центар који је дизајнирао Свен Маркелијус, 1961–1969.

## Историја
Иако је познато да краљевски парк датира још из средњег века, први пут се помиње у историјским записима као konungens kålgård („краљева башта купуса“) 1430. године. Краљевска имовина у овој области је знатно увећана 1454. године и даље проширена током следећег века. Овај врт је постепено трансформисан у затворени краљевски барокни врт за уживање и сходно томе називан „Краљевским вртом“ током 17. и 18. века. Врт је био симетрична композиција усредсређена на фонтану и одвојена од обале палатом Makalös.
Међутим, рушење зидова почело је почетком 19. века, а за инаугурацију статуе Карла XIII 1821. године, његов наследник Карл XIV Јуан наредио је да се већи део баште замени шљунковитим отвореним простором који је добио име „Трг Карла XIII“. Када је палата Makalös уништена у пожару 1825. године, парк је проширен на југ до обале. Иако је ово подручје постало популарно место за грађански друштвени живот и војна вежбања, иницијатива Карла XIV никада није била цењена, а 1860-их простор је накнадно опремљен дрворедима. Поред тога, експонат парка, висока и сложена Молинова фонтана, изливена је од бронзе и добила је простор у парку.
Следећег века било је неколико предлога да се северни део парка замени разним зградама, али је током Другог светског рата  одређено да ово подручје остане парк и 1970. је коначно постало власништво града.
Седамдесетих година 20. века изградња метро станице изазвала је много контроверзи пошто су планови предвиђали да се стари брестови посеку, што је довело до насилних протеста и кампање грљења дрвећа 12. маја 1971, такозвана битка брестова. На крају, ови протести не само да су спасили дрвеће и довели до тога да се улази у станице налазе источно и западно од парка, већ су такође означили крај периода када су многе старе зграде у центру Стокхолма срушене.
Парк је имао репутацију по немирима младих, проституцији и дилерима дроге 1980-их. Демонстрације екстремне деснице 1990-их код статуе Карла XIII промениле су њену репутацију. Преуређен је крајем 1990-их у садашњи облик. Године 2004. засађено је 285 нових стабала липе да би се заменили болесни брестови (од којих неки датирају из 17. века) и дограђени су нови павиљони са кафићима.

## Тргови два Карла
Јужна трећина парка. назван „Трг Карла XII“ усредсређена је на статуу Карла XII аутора Јохана Петера Молина, инаугурисану за 150. годишњицу краљеве смрти 30. новембра 1868. године. Трг, који је до тада чинио део парка који носи име Карла XIII, касније је преименован по Карлу XII и претворен у више парк него трг.
Парк је усредсређен на статуу Карла XIII, краља Шведске од 1809. до његове смрти 1818. године, коју је наручио његов наследник Карл XIV Јуан. Неокласицистичку композицију Густафа Гетеа (1779–1838), инаугурисану 1821. године, прате четири лава које је извајао Бенгт Ерланд Фогелберг (1786–1854), који су додати 1824. и сваки од њих држи лопту на којој се налазе норвешки и шведски грбови који алудирају на шведско-норвешку унију коју је покренуо краљ. Сидро испод краљеве десне руке подсећа на његове велике поморске победе током руско-шведског рата 1788-1790.
На локацији за статуу Карла XII налазила се палата Makalös, у власништву владара краљевства и грофа Лекеа Јакоба Де ла Гардије и завршена је 1642. Палата је пренета Круни под краљем Карлом XI и прерађена у оружарницу 1690. Након смрти Густафа III 1792. године, палата је прерађена у оперу. Зграда опере изгорела је до темеља током представе 1825. године, а преостали фрагменти су данас су изложени у оближњој станици метроа. Од изложбе 1866. године, западни део трга, назван Lagerlunden („Ловоров гај“), познат је по ексклузивним трпезаријама обновљене опере.
Почетком 1970-их, ово је била локација за Битку код брестова (Slaget om almarna), протесте који су окончали рушење централних делова Стокхолма. Деведесетих година, трг је постао популарно место окупљања десничарских екстремиста и неонациста који обично одржавају параде 30. новембра сваке године. Повремено, ово је резултирало сукобима са левичарским демонстрантима и праве битке су се одвијале у Кунгстредгордену. Данас је највише познат по такозваној Tehuset („Кућа чаја”) који нуди кафу, сендвиче и друге освежавајуће ствари.

## Молинова фонтана
Фонтана Јохана Петера Молина, првобитно уклесана у гипсу, била је средишњи део скандинавске изложбе уметности и индустрије 1866. године. Главна зграда изложбе, која се протезала 200 метара преко парка и била крунисана куполом ширине 30 метара, била је претрпана предметима, али није успела да привуче публику. Фонтана је, међутим, била цењена толико да је изливена у бронзи, а затим је свечано отворена 1873. године на истој локацији.
Митолошки ликови који украшавају фонтану су бог океана Аегир и његова супруга Ран са својих девет ћерки, сви слушају речног духа Никса како свира на харфи. Симболизује Стокхолм који се налази између горњег дела, језера Меларен, и доњег басена, Балтичког мора. Шест лабудова, који пролазницима нуде свежу воду, били су каснији додаци.
За инаугурацију фонтане у парку су засађене врбе. Ово је хибрид врсте Пекиншка врба (Salix babylonica), али на шведском је добила назив „врба фонтане“ у знак признања и даље цењеном уметничком делу.
Као један од тринаест објеката одабраних за пројекат 1999–2006. за украшавање истакнутих зграда и миљеа у Стокхолму помоћу оптичких влакана, фонтана је опремљена низом извора светлости који наглашавају скулптуре и каскаде воде.

## Фонтана Володарски
У августу 1998. засађено је укупно 63 стабла сакуре („јапанске трешње“). Поред тога, градски архитекта Александар Володарски наручио је од уметника Сиверта Линдблома да дизајнира велике бронзане урне које су сада поређане дуж нове правоугаоне фонтане. Линдблом је такође опремио мали трг Бласиехолмсторг источно од парка византијским коњима.
Обнова парка Володарског наишла је на протесте усредсређене на „барокну“ размеру и геометрију његовог дизајна.